# Лешино (Окуловский район)
Ле́шино — деревня в Окуловском муниципальном районе Новгородской области, в составе Боровёнковского сельского поселения.
Деревня расположена с западной части главного хода Октябрьской железной дороги, в 25 км к северо-западу от Окуловки (69 км по автомобильной дороге), до административного центра сельского поселения — посёлка Боровёнка 10 км на юго-восток (17 км по автодорогам.
| 2010 |
| ---- |
| 3    |

## История
В Новгородской губернии деревня была приписана к Заручевской волости Крестецкого уезда, а с 30 марта 1918 года Маловишерского уезда. До 2005 года относилась к Торбинскому сельсовету.

## Транспорт
- Остановочный пункт — «платформа 220 км», расположенная в северной части деревни, останавливаются электропоезда сообщения Окуловка — Малая Вишера и Бологое-Московское — Малая Вишера.